# Navy Distinguished Service Medal
La Navy Distinguished Service Medal est une décoration militaire des États-Unis.

## Historique
Créée en 1919, cette récompense était à l'origine supérieure à la Navy Cross, jusqu'en août 1943, quand l'ordre de précédence a été inversé.
Cette décoration récompense les membres de l'US Navy et du Corps des Marines qui se sont distingués par leurs services méritoires au gouvernement américain, dans une situation où le récipiendaire est un haut responsable. Ce terme implique que la décoration est généralement décernée à des officiers, et très rarement à des engagés ou à des sous-officiers.
Les agrafes de la Navy Distinguished Service Medal sont des étoiles or qui sont apposées sur le ruban.

## Récipiendaires célèbres
- Omar Bradley
- Richard E. Byrd
- Thomas Edison
- Dwight D. Eisenhower
- William F. Halsey, Jr. (avec 2 étoiles or)
- Ernest J. King (avec 2 étoiles or)
- Alan G. Kirk
- Charles A. Lockwood (avec 2 étoiles or)
- Douglas MacArthur
- Michael Mullen (avec 1 étoile or)
- Chester W. Nimitz (avec 3 étoiles or)
- Raymond A. Spruance (avec 3 étoiles or)
- Harold Rainsford Stark
- Alexander Patch
- Frank E. Petersen

## Sources
- (en) Cet article est partiellement ou en totalité issu de l’article de Wikipédia en anglais intitulé « Navy Distinguished Service Medal » (voir la liste des auteurs).